# 上田原站

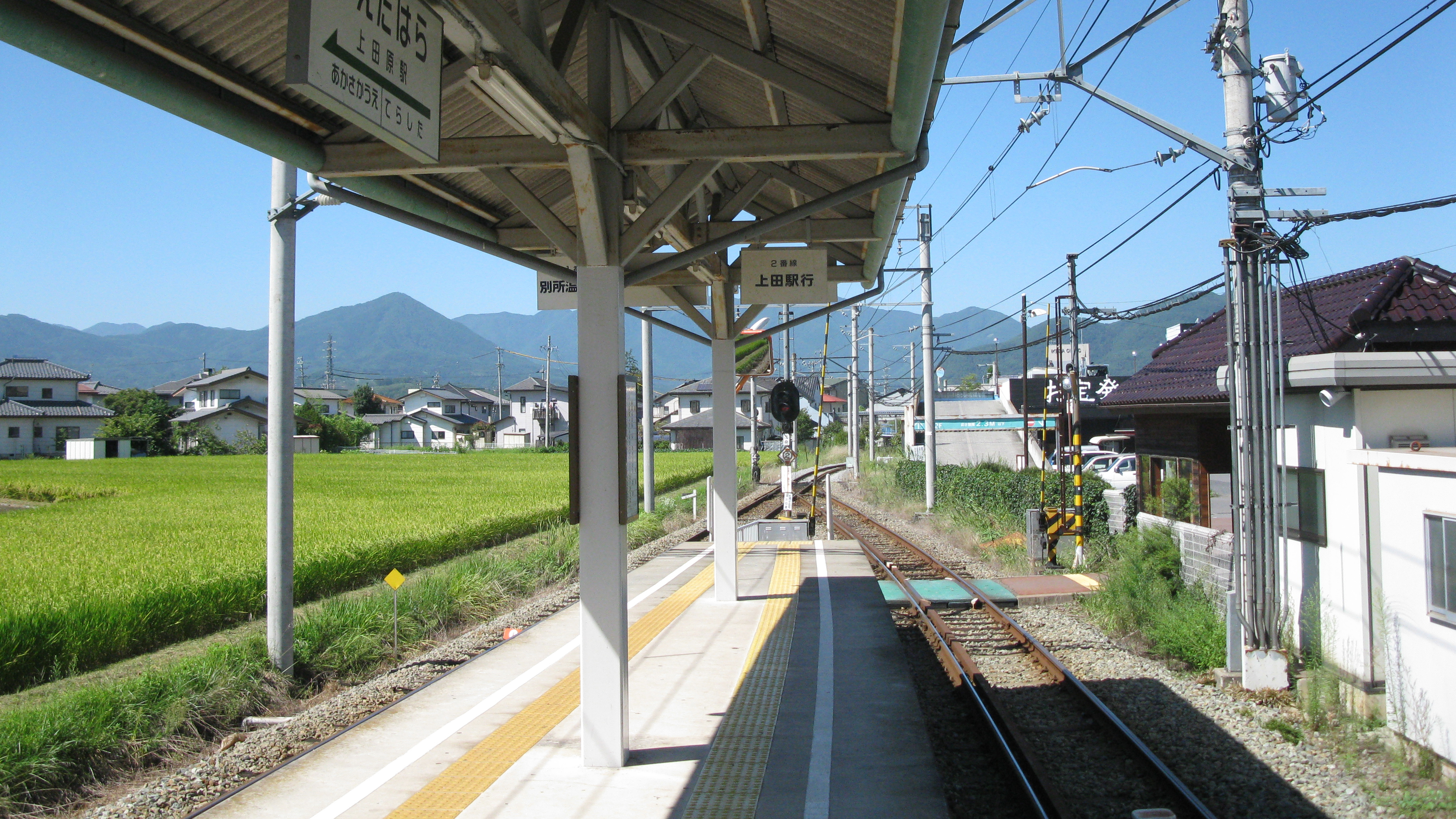
月台（2011年9月）

上田原站（日语：／ Uedahara eki */?）是位於長野縣上田市上田原字屋鋪田，上田電鐵的別所線車站。車站編號為BE05。曾經站內鄰接電車區，現時已遷移至下之鄉站。

## 歷史
- 1921年（大正10年）6月17日：上田溫泉電軌停留場啟用[1]。
- 1938年（昭和13年）7月25日：青木線廢止，成為川西線車站。
- 1939年（昭和14年）
  - 3月19日：路線名稱變更，成為別所線車站。
  - 9月1日：公司名稱改變，成為上田電鐵的車站。
- 1943年（昭和18年）10月21日：公司合併，成為上田丸子電鐵的車站。
- 1969年（昭和44年）5月31日：公司名稱改變，成為上田交通的車站。
- 1986年（昭和61年）10月1日：車廠遷移至下之鄉站。
- 1992年（平成4年）11月8日：上田原站遷移至現時的位置[1]。
- 2005年（平成17年）10月3日：鐵路部門分拆為子公司，成為上田電鐵的車站。

### 曾經的上田原站
第一代的上田原站是青木線（本線）和川西線（支線）的電車站。電車線是單線，當時設有島式月台，同時為無人車站。當時電車站的位置是位於現時國道143號千曲巴士「上田原站」巴士站附近。
第二代的上田原站是在1927年，當城下至上田原之間變成雙線化後啟用。當時設有車站大樓，職員也在站內當值。當於站內設有青木線和川西線設有列車交會設備，因此車站大樓建於距離路軌較遠的國道143號上。月台方面，設有高地台車輛專用月台和電車專用的低地台月台各1面。在1938年青木線廢止後，車站大樓遷移，站內增設電車區和車廠。舊兩用月台在青木線廢止後仍然保留在電車區內，為青木線中少數還存在的遺址。
現時的上田原站是第三代。在上田交通電車部門時代於1986年電車區、車廠遷移至下之鄉站時候，車站遷移啟用。當時已經為無人車站。遷移同時路軌走線也改變。前電車區的用地部分用作現時的車站大樓、迴旋路和單車停泊場。在這個時候，舊兩用月台被撤走，而電車區和車廠土地被賣掉。該土地在1995年開設綿半HOME-AID上田原店，在數年後結業。隨後變為萬代書店長野上田店，書店在2012年1月9日結業。在2016年5月起變為Value Books上田原倉庫。

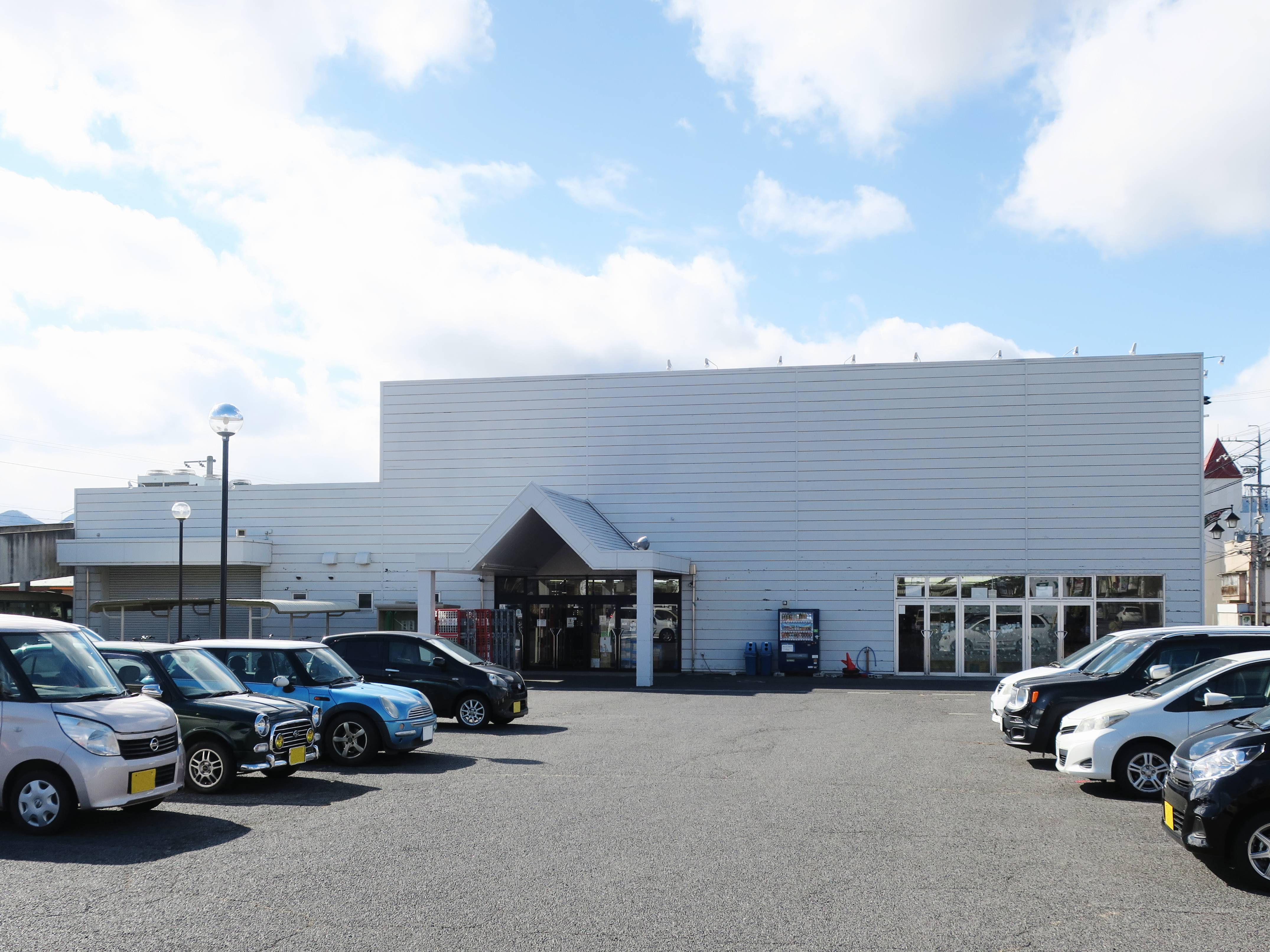
Value Books上田原倉庫

## 車站構造
車站是一座地面車站，設有1面2線島式月台。此站設有車站大樓，站內設有售票櫃臺、候車室和廁所。車站大樓與月台之間設有站內平交道。
在上田原車廠還存在的時代，此站設有職員當值，當時設有售票業務。在遷移車站後再沒有職員當值。現時此站設有1部自動售票機，平日早上和黃昏才有職員當值。
由於別所線所有班次都是一人控制列車，通常列車只會開啟前進方向中的前門，在平日6時30分至8時30分之間，前往上田的列車會開啟所有車門。

### 月台
| 月台 | 路線    | 上下行 | 方向                 |
| ---- | ------- | ------ | -------------------- |
| 1    | ■別所線 | 下行   | 下之鄉、別所溫泉方向 |
| 2    | ■別所線 | 上行   | 上田方向             |

## 使用狀況
以下為近年一日平均乘車人次列表。
| 年度   | 一日平均 乘車人次 |
| ------ | ----------------- |
| 2010年 | 460               |
| 2011年 | 441               |
| 2012年 | 418               |
| 2013年 | 409               |
| 2014年 | 419               |
| 2015年 | 454               |
| 2016年 | 452               |
| 2017年 | 443               |

## 車站周邊
車站位於舊小縣郡川邊村中心，稱為「川邊町」的地區。
- 千曲巴士（日语：千曲バス）青木線、室賀線「上田原站前」巴士站
- 上田原古戰場（武田信玄和村上義清進行上田原之戰遺址。以信玄戰敗而知名）[1]
- 板垣信方墓所（板垣神社）
- 上田原遺蹟　彌生時代後期的村落遺址
- 上田市立川邊小學
- 上田市立南小學
- 國道143號（日语：国道143号）

## 相鄰車站
上田電鐵
■別所線
赤坂上（BE04）－上田原（BE05）－寺下（BE06）

### 曾經存在的路線
上田溫泉電軌
青木線
三好町二丁目→三好町→赤坂上－上田原－宮島

## 注腳
1. 1 2 3 4 5 6  信濃毎日新聞社出版部. . 信濃毎日新聞社. 2011-07-24: 328. ISBN 9784784071647 （日语）.
2. ↑  《長野縣統計書》各年度版

## 外部連結
- 上田原站（BE5） | 上田電鐵株式會社 （页面存档备份，存于）（日語）